# Idioma somalí
El idioma somalí (en somalí: Af-Soomaali; en árabe: الصومالية‎) es miembro de la rama oriental de las lenguas cusitas de la familia afroasiática. Se habla sobre todo en Somalia y partes adyacentes de Yibuti (mayoría), de Etiopía, y de Kenia. Debido a la guerra civil y la migración, los hablantes del idioma se encuentran repartidos en multitud de países.

## Aspectos históricos, sociales y culturales

### Distribución geográfica
El somalí se habla sobre todo en Somalia, Somalilandia y Puntlandia (que se separaron de Somalia en 1991 y 1998 respectivamente, pero todavía no gozan de reconocimiento internacional) Etiopía, Yibuti y el este de Kenia. Las comunidades somalíes alrededor del mundo incluyen a países de Oriente Medio, Europa, América del Norte y Australia. Hay entre 12 y 18 millones de hablantes del idioma somalí, pues es la lengua oficial de Somalia y de sus regiones desmembradas.

### Dialectos
Saeed (1999) dividió los dialectos en tres grupos principales: norteño, benaadir y maay. El somalí norteño también se conoce como somalí común o estándar. El dialecto benaadir también se conoce como somalí costero (se habla en la costa de Banaadir, desde Cadale hasta sur de Baraawe, incluyendo Mogadiscio) y en las zonas no costeras próximaso. Los dialectos costeros tienen fonemas adicionales que no existen en el somalí común.
Los dialectos digil y mirifle (a veces llamado el rahanwayn) sobreviven en las áreas meridionales de Somalia. La investigación reciente de Diriye Abdullahi, en el año 2000, demostró que aunque están emparentadas previamente con el somalí, sus idiomas y dialectos son incomprensibles para los demás hablantes. La lengua más importante de los dialectos digil y mirifle es el maay. Otros idiomas en esta categoría son el jiido, el dabare, el garre, y tunni. De todos estos, el jiido es el más incomprensible a los hablantes del somalí. Un aspecto importante en el cual los dialectos digil y del mirifle se diferencian de somalí es la carencia de sonidos faríngeos. 
De los grupos de dialectos somalís, el más usado extensamente es el llamado somalí común, hablado en la mayoría de Somalia y en los territorios adyacentes, y usado por los medios de comunicación de Somalia.

### Estatus oficial
Constitucionalmente, el somalí y el árabe son las dos lenguas oficiales de Somalia. El somalí ha sido un idioma oficial desde enero de 1973, cuando el Consejo Revolucionario Supremo (Somalia) (SRC) lo declaró como la lengua principal de administración y educación de la República Democrática de Somalia. Posteriormente, el somalí fue establecido como la principal lengua de instrucción académica, después de los trabajos preparatorios del Comité de Lengua Somalí designado por el gobierno. Más tarde se expandió para incluir todos los 12 formularios en 1979. En 1972, el SRC adoptó el ortografía latina como el alfabeto nacional oficial sobre varios otros scripts de escritura que estaban en uso entonces. Al mismo tiempo, el diario en idioma italiano «Stella d'Ottobre» («La estrella de octubre») fue nacionalizado, renombrado «Xiddigta Oktoobar» y comenzó a publicar en Somalia. La Radio Mogadishu también transmite en Somalia desde 1951. Además, otras redes públicas estatales como la Somalian National TV, redes públicas regionales como Puntland TV and Radio y, así como Eastern Television Network y Horn Cable Television, entre otras emisoras privadas, programas aéreos en Somalia.
El somalí es reconocido como lengua de trabajo oficial en la Región Somalí de Etiopía. Aunque no es una lengua oficial de Yibuti, constituye una lengua nacional importante allí. El somalí se utiliza en las emisiones de televisión y radio, con la  Radio Djibúti operada por el gobierno, transmitiendo programas en el idioma desde 1943.
La Corporación de Radiodifusión de Kenia también emite en idioma somalí en sus programas Iftin FM. El idioma es hablado en los territorios somalíes dentro de Kenia, a saber condado de Wajir, condado de Garissa y condado de Mandera.
La lengua somalí es regulada por la Regional Somali Language Academy, una institución intergubernamental establecida en junio de 2013 en la ciudad de Djiboutí por los gobiernos de Djibuti, Somalia y Etiopía. Es oficialmente mandado con la preservación de la lengua somalí.
A partir de octubre de 2022, el somalí y la lengua  Oromo son los únicos idiomas Cusíticos disponibles en Google Translate.

## Clasificación

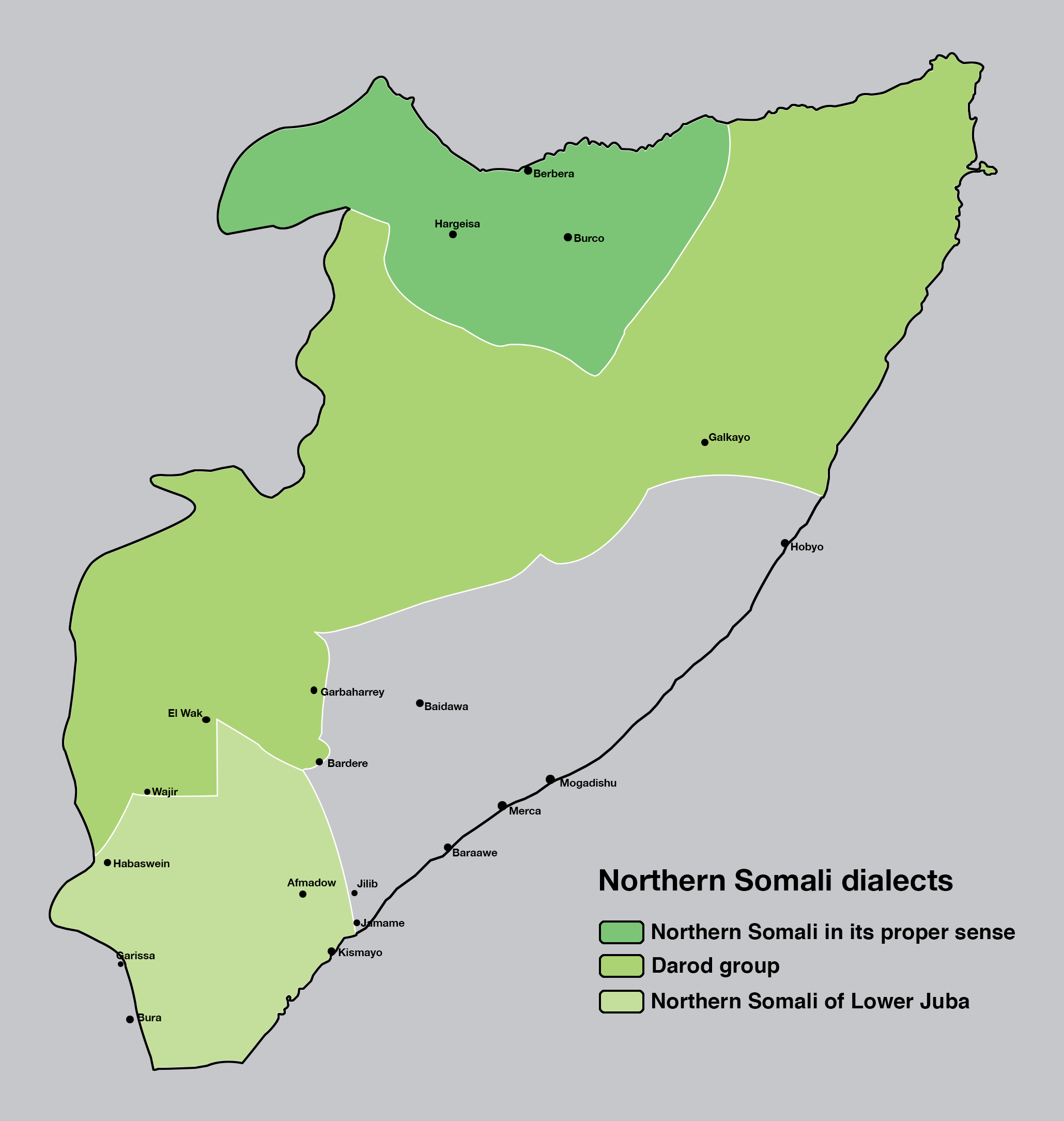
Subgrupos del dialecto somalí del norte (Nsom) basados en investigaciones de Marcello Lamberti (1986).

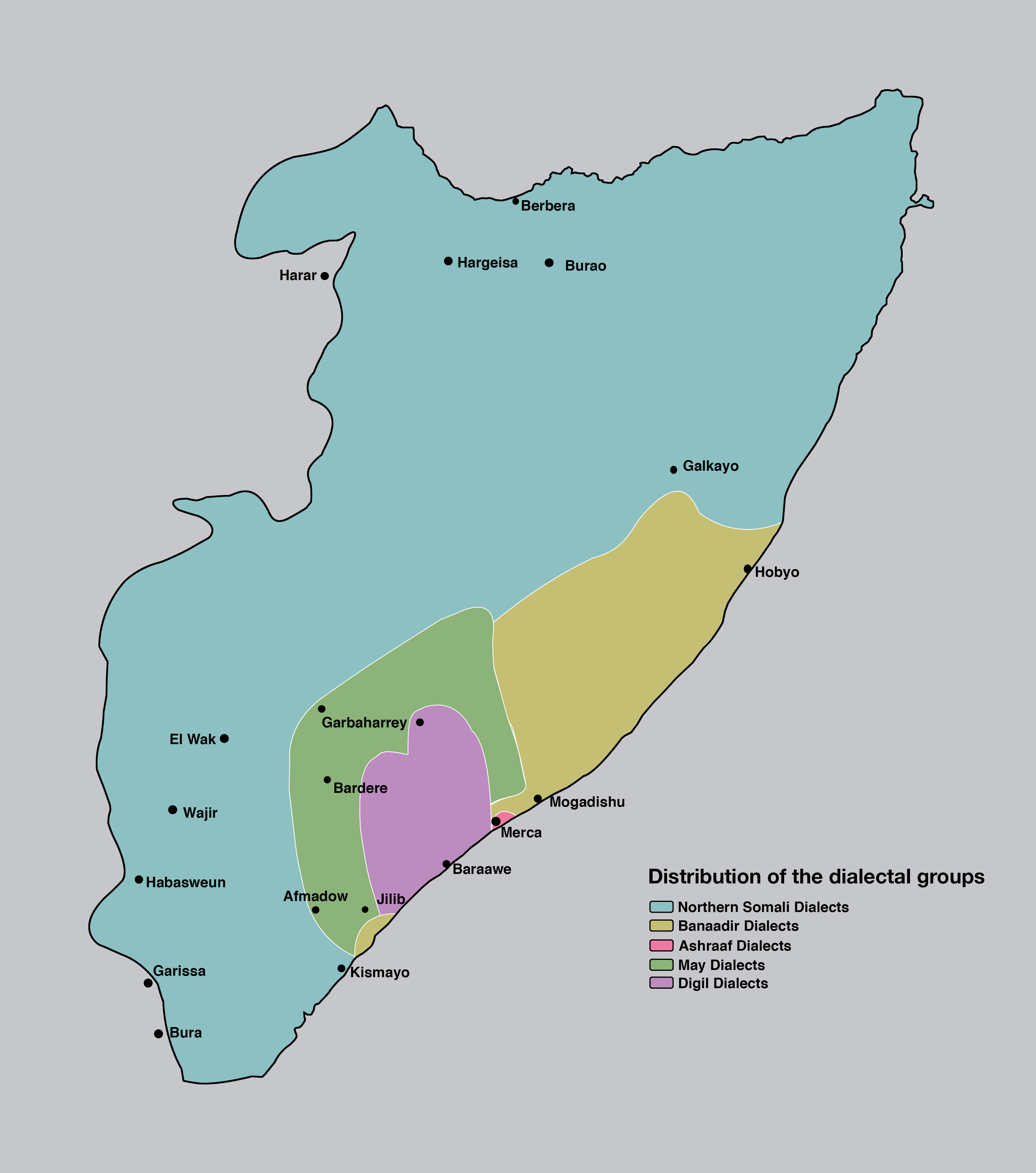
Distribución de grupos dialectales somalíes en África oriental basada en investigaciones de Marcello Lamberti (1986).

El somalí es una lengua afroasiática. El idioma más cercano al somalí es el oromo y además posee importante cantidad de palabras de origen árabe en su léxico. También posee préstamos lingüísticos del inglés y del italiano a partir de la época colonial.
Los estudios académicos del idioma somalí comenzaron a ser publicados alrededor de 1870. Unos de los eruditos más importantes son R. C. Abraham, además de B. W. Andrzejewski, Annarita Puglielli y John I. Saeed.

## Descripción lingüística

### Fonología
El somalí tiene 22 sonidos consonánticos. Estas consonantes se dan en la siguiente tabla, aunque no todas estas distinciones son fonémicas. El inventario de sonidos es:
|             |             | Bilabial | Coronal | Postalveolar | Velar | Uvular | Faríngea | Glottal |
| ----------- | ----------- | -------- | ------- | ------------ | ----- | ------ | -------- | ------- |
| Nasal       | Nasal       | m        | n       |              |       |        |          |         |
| Plosiva     | voiceless   |          | t̪       |              | k     | q      |          | ʔ       |
| Plosiva     | voiced      | b        | d̪       | ɖ            | ɡ     |        |          |         |
| Africada    | Africada    |          |         | d͡ʒ           |       |        |          |         |
| Fricativa   | voiceless   | f        | s       | ʃ            | x     | (χ)    | ħ        | h       |
| Fricativa   | voiceless   |          |         |              |       |        | ʕ        |         |
| Rótica      | Rótica      |          | r       | (ɽ)          |       |        |          |         |
| Aproximante | Aproximante |          | l       | j            | w     |        |          |         |

El plosivo retroflejo /ɖ/ puede tener una calidad implosiva para algunos hablantes somalíes bantúes, e intervocalmente se puede realizar como el colgajo [ɽ]. Algunos hablantes producen /ħ/ con trino epiglotaling como / ʜ/ en retrospectiva. /q/ a menudo se epiglotalizado.

### Gramática
El somalí es una lengua aglutinante.
El somalí tiene una antigua inflexión verbal prefixal restringida a cuatro verbos comunes, con todos los demás verbos sometidos a inflexiones por sufijación más obvia. Este patrón general es similar a la alternancia de tronco que tipifica el árabe cairota.
Los cambios en el pitch se utilizan para fines gramaticales y no léxicos. Esto incluye distinciones de género, número y caso. En algunos casos, estas distinciones están marcadas solo por el tono (por ejemplo, «Ínan», «chico»; «inán», «chica».
El somalí tiene dos conjuntos de pronombres: pronombres independientes (substantivo, enfático) y pronombres clíticos (verbal). Los pronombres independientes se comportan gramaticalmente como apellidos, y normalmente ocurren con el sufixo -ka/-ta (por ejemplo, «adiga», «tu»). Este artículo puede omitirse después de una conjunción o palabra focal. Por ejemplo, adna significa «y tú...» (de adi-na). Los pronombres clíticos se adhieren al verbo y no toman morfología nominal. El somalí marca clusividad en los pronombres pluriel de primera persona; esto también se encuentra en otros idiomas de Cushitic Oriental, como el idioma  Rendille y el Dhaasanac.
Al igual que en otras lenguas afroasiáticas, el somalí se caracteriza por la polaridad del género, en la que los nombres plúricos suelen tomar el acordo opuesto de sus formas singulares. Por ejemplo, el plural del nominal masculino dibi («bull») se forma convirtiéndolo en femenino dibi. El somalí es inusual entre los idiomas del mundo en que el objeto está sin marcar para el caso mientras el tema está marcado, aunque esta característica se encuentra en otros idiomas Cusíticos como Oromo.

### Comparación léxica
Los numerales para diferentes variedades de somalí son:
| GLOSA | Garreh  | Somalí  | Tunni   | PROTO- SOMALÍ |
| ----- | ------- | ------- | ------- | ------------- |
| 1     | kow     | ków     | ków     | *kow          |
| 2     | lamma   | labá    | lámma   | *lamma        |
| 3     | siddeh  | sáddeħ  | síddiʔ  | *siddeħ       |
| 4     | afar    | áfar    | áfar    | *afar         |
| 5     | ʃan     | ʃán     | ʃán     | *ʃan          |
| 6     | liʔ     | liħ     | líʔ     | *liħ          |
| 7     | toddobe | toddobá | toddóbo | *toddoba      |
| 8     | siyeːd  | siddèːd | siyéːd  | *siddeːdi     |
| 9     | sagaːl  | sagaːl  | sagáːl  | *sagaːl       |
| 10    | tommon  | toban   | tómon   | *tomon        |

## Léxico

### Días de la semana
| Español   | Somalí  |
| --------- | ------- |
| lunes     | isniin  |
| martes    | salaasa |
| miércoles | arbaca  |
| jueves    | khamiis |
| viernes   | jimca   |
| sábado    | sabti   |
| domingo   | axad    |

### Varios
| Español                 | Somalí |
| ----------------------- | ------ |
| tierra                  | dhul   |
| cielo                   | cir    |
| agua                    | biyo   |
| fuego                   | dab    |
| muchacho                | wiil   |
| muchacha                | gabadh |
| los hombres (colectivo) | rag    |
| hombre                  | nin    |
| las mujeres (colectivo) | dumar  |
| mujer                   | naag   |
| alimento                | cunto  |
| noche                   | habeen |
| día                     | maalin |
| grande                  | weyn   |
| pequeño                 | yar    |
| ¡come!                  | cun!   |